# Pyramide (patience)
Pour les articles homonymes, voir Pyramide (homonymie).
Une pyramide est une patience qui se joue avec un jeu de 52 cartes traditionnelles.

## Placement des cartes
Une pyramide de 28 cartes est formée avec une base de 7 cartes au-dessus, puis une ligne en quinconce de 6 cartes... etc. jusqu'au sommet en septième ligne de une seule carte dessous toutes les autres (7 + 6 + 5 + 4 + 3 + 2 + 1 = 28 cartes). Les 24 cartes restantes forment le talon tournées côté face invisible.
Il y a un écart qui est au début de la partie vide.

## Déroulement de la partie
Le but est d'écarter toutes les cartes du jeu par paires de somme toujours égale à 13 (10+3, Dame + As) sauf pour les Rois qui peuvent être écartés seuls.
Seules les cartes non recouvertes dans la pyramide ainsi que les cartes du-dessus de l'écart peuvent être mises en paires.
Lorsque le joueur le désire ou ne peut plus faire de paire, il prend la carte du-dessus du talon et retourne sur l'écart.
Lorsque le talon est épuisé, l'écart remplace le talon.

## Fin de la partie
Il existe plusieurs variantes de Pyramide :
- Il faut écarter toutes les cartes de la pyramide
- Il faut écarter toutes les cartes de la pyramide, en ne retournant qu'une seule fois le talon
- Il faut écarter toutes les cartes du jeu
- On retourne également la carte du-dessus du talon